# دگرگشنی

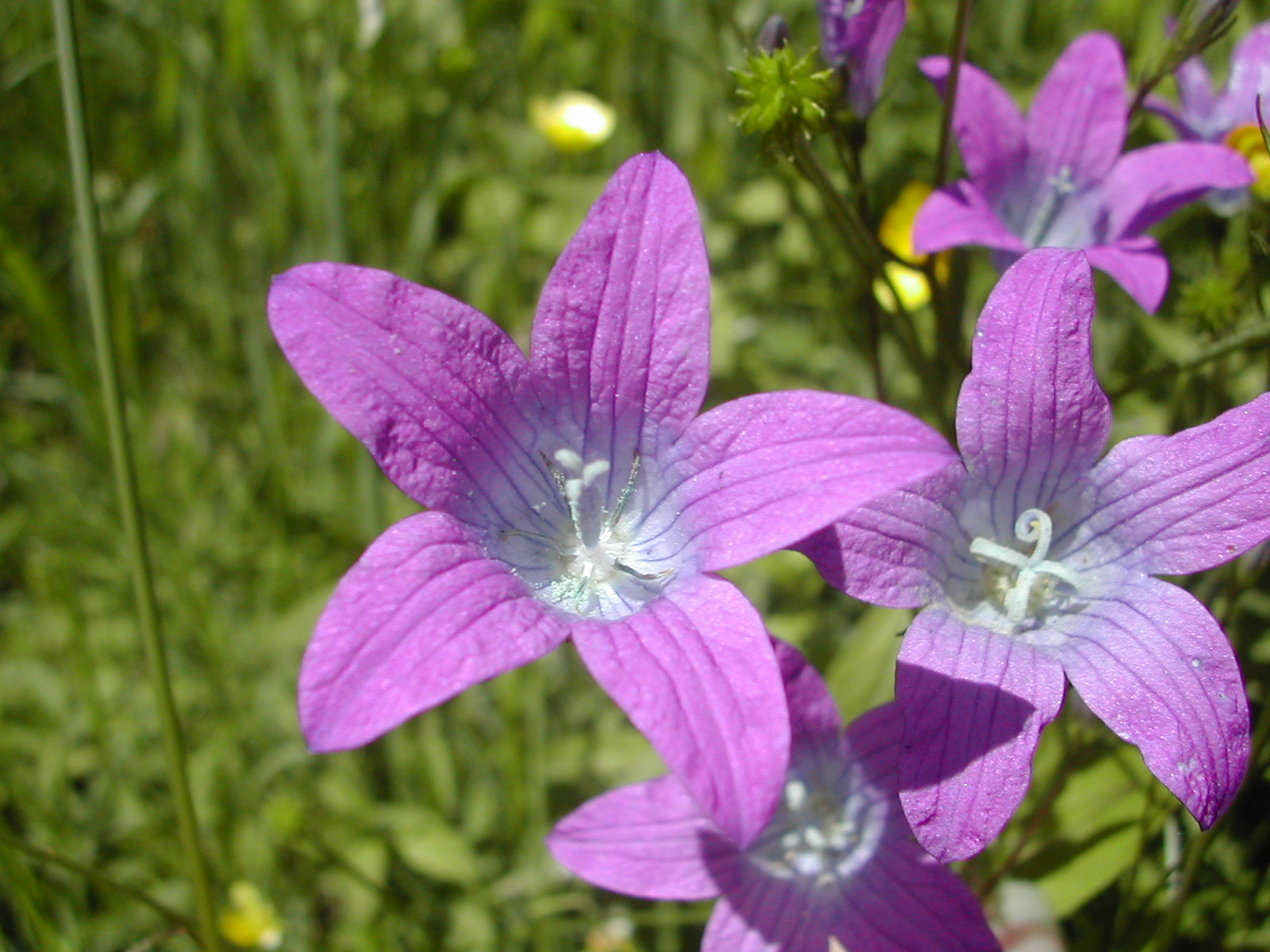
گل استکانی

دگرگشنی (به انگلیسی: Allogamy) یا لقاح متقابل (cross-fertilization) عبارت است از لقاح تخمک از یک فرد با اسپرم از فرد دیگر. در مقابل، خودگشنی اصطلاحی است که برای خودباروری استفاده می‌شود. در انسان، رویداد باروری (لقاح) نمونه‌ای از دگرگشنی است. خودباروری در جانداران نرماده (هرمافرودیت) رخ می‌دهد که در آن دو گامت که در لقاح به هم می‌پیوندند از یک فرد می‌آیند. این امر در گیاهان (به تکثیر جنسی در گیاهان نگاه کنید) و تک‌یاخته‌ای‌های خاص رایج است.
در گیاهان، دگرگشنی به‌طور خاص به معنای استفاده از گرده یک گیاه برای بارور کردن گل در گیاه دیگر و معمولاً مترادف با اصطلاح «لقاح متقابل» یا «گرده‌افشانی متقاطع» (برون‌گشنی) است. اصطلاح اخیر را می‌توان به‌طور خاص‌تر به معنای تبادل گرده بین گونه‌های مختلف گیاهی یا حتی گونه‌های مختلف گیاهی (که در آن اصطلاح «دورگه‌سازی متقابل» استفاده می‌شود) به جای صرفاً بین افراد مختلف استفاده کرد.
انگل‌هایی که چرخه‌های زندگی پیچیده‌ای دارند می‌توانند از مراحل متناوب تولید مثل دگرگشنی و خودگشنی عبور کنند، و توصیف یک مرحله دگرگشنی که تاکنون ناشناخته است، می‌تواند یافته‌ای مهم با پیامدهایی برای بیماری‌های انسانی باشد.